# Абгарович (герб)
Абгарович (вірм. Աբգարովիչ, пол. Abgarowicz) — шляхетський герб вірменського походження.

## Опис
На червоному полі зображено сидячого на білому коні, що скаче, вірменського воїна зі списом у правій руці. Над гербом зображена шляхетська корона. Намет червоний, підбитий сріблом. 

## Історія
Герб польського шляхетського роду вірменського походження. В XVI столітті рід спочатку осів у Києві, що входив у той час до складу Великого князівства Литовського, початково цей рід звався Солтан (порт. Sołtan) і займався купецтвом. В 1569 році Теодор Солтан був послом від київської землі на унійний сейм в Любліні. В XVII столітті Солтани емігрували у Волощину, де отримали підтвердження шляхетства й набули значних маєтностей. У 1670 році частина родини повернулась у Річ Посполиту й осіла в Руському воєводстві в Станиславові. Пізніше рід частково полонізувався. До цього роду належав купець Абгар-Солтан, згаданий у 1730 р., що мав двох синів: старшого — Криштофа, діти якого почали вже писатись Абгаровичами, і молодшого — Захаріаша (Захаріяша), який дав початок новому роду  — Захаряшевичам (Захар'ясевичам).

## Роди
Тадеуш Гайль в своєму "Польському Гербовнику" подає три прізвища шляхетських родин, що користувалися цим гербом: Абгаровичі (Abgarowicz), Вартановичі (Wartanowicz), Захаряшевичі (Захар'ясевичі) (Zachariaszewicz, Zachariasiewicz).

## Відомі представники
- Каєтан Абгарович (1856—1909) — польський письменник;
- Лукаш Марія Абгарович (нар. 1949) — польський політик.